# Ваздушни трамвај
Ваздушни трамвај је врста превозног средства и облик саобраћаја који се обавља уз помоћ каблова. Кабина се покреће помоћу каблова који клизе преко њихове висеће мреже. Овакав облик транспорта се среће у Швајцарској, Шведској, Русији и другим земљама.